# Orestias robustus
Orestias robustus är en fiskart som beskrevs av Parenti, 1984. Orestias robustus ingår i släktet Orestias och familjen Cyprinodontidae. Inga underarter finns listade i Catalogue of Life.